# Expédition d'Abdullah Ibn Unais
L’expédition de Abdullah ibn Unais, également connue comme l’assassinat de Khaled bin Sufyan était la première attaque contre les Banu Lahyan, qui se déroula au cours du mois de Muharam dans l’année 4 A.H. Il a été reporté que Khaled bin Sufyan Al-Hathali (aussi connu comme Hudayr, le chef de la tribu Banu Lahyan), considéra une attaque sur Médine et qu’il incitait les gens de Nakhla ou Uranah à combattre les musulmans. Alors Mahomet envoya Abdullah ibn Unais pour l’assassiner. Ce qu’il fit avec succès. Après avoir coupé sa tête la nuit, il la ramena à Mahomet,,,,.